# مرتضی نوریانی
مرتضی نوریانی، فعال حوزه چاپ در ایران، متولد ۱۲۹۰ در تهران است. وی همچنین یکی از اعضای هیئت‌مدیره اتاق بازرگانی تهران بود.
پس از پایان تحصیلات مقدماتی، به ایتالیا سفر کرد و با دریافت مدرک فوق‌لیسانس، در رشته حسابداری و با فراگرفتن زبان‌های فرانسوی، ایتالیایی، انگلیسی و آلمانی به ایران بازگشت و در ایران زندگی را سپری نمود. 
مرتضی نوریانی در زمینه شغلی، زندگی خود را به کار کردن در حوزه چاپ اختصاص داد و با کوشش‌های شبانه‌روزی و دریافت یاری و کمک از کارخانه بزرگ هایدلبرگ در آلمان، صنایع چاپ ایران را نوسازی کرد و بیش از ۸۰٪ چاپخانه‌های ایران را مجهز نمود. وی توانست مدال طلای هایدلبرگ را نیز به دست آورد.
مرتضی نوریانی با تأسیس بنیاد نیکوکاری، بخشی از ثروت خود را به امور خیریه اختصاص داد و مجله گوهر را تأسیس کرد.
مرتضی نوریانی دارای سه پسر، دو دختر و هشت نوه است.

## مرور فعالیت‌ها
- تاریخ تأسیس: سال ۱۳۰۹ خورشیدی (۱۹۳۱ میلادی)
- مؤسس: مرتضی نوریانی
- اولین محل کار: بالاخانه ضلع شمال غربی سبزه میدان (دو اتاق استیجاری)
- نوع تجارت: چهار سال اول حق‌العمل کاری واردات و صادرات کلای متفرقه، از سال ۱۳۱۴ تمرکز فعالیت در رشته تجارت ماشین و لوازم چاپ و صحافی.
- شعبه تهران: خیابان ناصر خسرو، روبروی ساعت شمس‌العماره، تیمچه اجاره‌ای برای انبار و نمایشگاه و فروشگاه.
- شعبه برلن: تحت عنوان «نوریانی و شرکا» در سال ۱۹۳۵ میلادی و با شرکت یک نفر آلمانی، دفتری را در برلن تأسیس کرد که مسئول خرید و اجرای سریع سفارش‌ها و کسب شرایط مناسب بود. این دفتر تا سال ۱۹۴۳ دایر و فعال بود و سپس در اثر بمباران برلن از بین رفته و منحل گردید.
- انگیزهٔ مؤسس: انگیزه اصلی مؤسس در انتخاب رشته تخصصی چاپ، خدمت به فرهنگ و ارتقاء سطح فنی چاپ و هدف آن، رسیدن به سطح فنی جهانی بود.

در آن زمان وسایل کار در  تعداد کمی از چاپخانه‌ها، عبارت بود از ماشین‌های دستی، پایی و سیلندری مستعمل. سیستم قدیم که گه گاه به ایران وارد می‌شد و ضعف بنیه مالی و عدم آشنایی به فن مدرن چاپ، از موانع اصلی پیشرفت این صنعت بود. مؤسسه با کوشش و تلاش پیگیر موفق شد هر دو مانع را برطرف سازد. یکی تأمین اعتبار و تسهیلات پرداخت و دوم آموزش کادر فنی از طریق اعزام کارگر به آلمان.
- شرکت‌های جانبی: پس از انقلاب اسلامی و به منظور توسعه خدمات، شرکت‌هایی در کنار مؤسسه تأسیس گردید ولی متأسفانه به هدف مطلوب نرسید بنابراین شرکت‌ها منحل و بار دیگر خود مؤسسه مسئولیت انجام امور را عهده‌دار شد  .

## شیوه منحصر به فرد تجارت و فروش ماشین آلات توسط نوریانی
مرتضی نوریانی در شرایطی آغاز به کار کرد و در زمانی سنگ بنای مؤسسه خود را نهاد که صنعت چاپ ایران در وضعیتی کاملاً ابتدایی بود.
«پس از فراغت از تحصیل (فوق لیسانس اقتصاد از ایتالیا) برای مطالعه و اخذ تصمیم در باب نوع تجارتی که باید برگزینم، در ضمن آشنایی با یکی از روشنفکران زبان آلمانی به هنگامی که از هر دری سخنی به میان آمد، گفت: ما در آلمان عقیده داریم کتاب از اسلحه مهم‌تر است زیرا کتاب رکن اصلی فرهنگ به‌شمار می‌رود و هر ملتی که فرهنگی غنی دارد، خود به خود به تمام اصلاحات بنیادی دست می‌یابد.»
«در آن زمان چاپخانه‌های موجود در ایران انگشت شمار بود… پس بدون معطلی، تصمیم جزم کردم برای صنعت چاپ در ایران اساسی محکم و شالوده‌ای متقن بنا نهم.» مرتضی نوریانی وام‌های بسیاری از بانک‌ها به نفع چاپخانه‌ها، با ضمانت شخصی خود می‌گرفت. «در آن زمان نه صاحبان چاپخانه‌ها سرمایه‌ای داشتند و نه وضع مالی من خوب بود و نه بانک‌های ایران اعتبار طویل‌المدت می‌دادند، پس تنها چاره این بود که از کارخانه‌های فروشنده اعتبار تحصیل و عین آن در راه صنعت چاپ مصرف شود. در اثر رعایت امانت و دقت و نظم و ترتیب و خوش‌حسابی، این اعتبار به دست آمد و روز به روز افزایش یافت و توانستم به بسیاری از چاپخانه‌ها کمک کنم و حتی برای ایجاد چاپخانه‌های جدید اعتبار بگیرم». 
روش نوریانی در زمینهٔ فروش ماشین آلات به چاپخانه‌ها، شیوهٔ منحصر به فردی است. «تا قبل از جنگ جهانی ۱۹۴۵–۱۹۳۹ صنایع چاپ در آلمان شرقی متمرکز بود و مؤسسهٔ نوریانی بهترین آنها را انتخاب نمود. چون کارخانه‌ها در ایران نماینده نداشتند، مؤسسه موفق شد با استفاده از رقابت بین آن‌ها بهترین شرایط و قیمت‌ها را به دست آورد. پس از جنگ و خسارت زیادی که به آلمان شرقی وارد شد، صنایع چاپ در قسمت غربی آلمان رشد و پیشرفت نمود و طبعاً مؤسسه نیز با این کارخانه‌ها ارتباط برقرار کرد. 
بدون تردید می‌توان گفت دوران شکوفایی صنعت چاپ در ایران پس از خاتمه جنگ آغاز گردید. اولین چاپخانه خصوصی که از تسهیلات و شرایط استثنایی مؤسسه برای خرید و به کار انداختن ماشین مدرن و اتوماتیک مجهز استفاده کرد؛ چاپ تابان در تهران بود (قبل از چاپ تابان، بانک ملی ایران نیز پنج دستگاه از همین ماشین ملخی را خریداری و در چاپخانه بانک به کار انداخته بود). نتیجه چشم‌گیری که از به کار انداختن ماشین جدید عاید چاپ تابان شد موجب گردید که تقاضای خرید از طرف تعداد زیادی از چاپخانه‌های موجود یا در شرف تأسیس، به مؤسسه برسد ولی انجام تمام سفارش‌ها به علت ضعف مالی مقدور نبود. 
مؤسسه با سابقه خوبی که در اثر نظم و ترتیب و خوش‌حسابی در بانک پیدا کرده بود توانست وام‌های مهمی از بانک‌ها به نفع چاپخانه‌ها و با ضمانت شخصی خود کسب کند و ماشین‌های مدرن را با دریافت پیش پرداخت مختصر در مقابل اقساط پنج ساله به چاپخانه‌ها واگذار نماید که این اقساط، از محل کار و درآمد خود ماشین پرداخت می‌شد و چنانچه چاپخانه‌ای موفق به انجام تعهدات خود نمی‌شد، مؤسسه وام را تمدید می‌کرد؛ و به هیچ وجه چاپخانه‌ها را تحت فشار قرار نمی‌داد و در تمام مدت فعالیت مؤسسه، ماشین کسی به علت عدم پرداخت اقساط توقیف نشده است.»

## افتخارات مرتضی نوریانی در طول فعالیت تجاری
این روش همکاری مؤسسه، به تأسیس و گسترش چاپخانه‌ها در ایران منجر می‌شد. در نتیجه این فعالیت‌ها، تا سال ۱۳۵۷، دو هزارمین ماشین چاپ لترپرس به ایران وارد و در اصفهان نصب شده بود. علاوه بر این اینها، تعداد قابل توجهی ماشین چاپ افست و ملخی و همچنین دستگاه‌های صحافی و لیتوگرافی در سراسر ایران، با شرایط مناسب، به چاپخانه‌ها واگذار شده بود.
کمپانی هایدلبرگ به پاس فعالیت چشم گیر نوریانی، ممتازترین نشان طلا و دیپلم افتخاری خود را به او اعطا کرد. تا آن تاریخ تنها دوازده شخصیت در جهان به دریافت چنان مدالی نایل شده بودند.
بنیان‌گذار مؤسسه می‌گوید: «ما به ارتباط صمیمانه با چاپخانه‌های کشور افتخار می‌کنیم و خوشحالیم که در پایه‌گذاری آنها همراهی داشته‌ایم. طبق آمار دقیق بیش از ۸۰٪ چاپخانه‌های ایران با همکاری مؤسسه نوریانی به وجود آمده است و هنوز هم ماشینی که سی سال پیش فروخته شده، دارد کار می‌کند و هیچ‌گاه به خاطر نبود سرویس، یا قطعه یدکی، ماشین‌ها برای مدت زیادی نخوابیده‌اند.»
همکاری در تأسیس هشتاد درصد از چاپخانه‌های کشور و سرویس دهی به آنها، نمایانگر گستردهٔ فعالیت مؤسسه است. طی بیش از نیم قرن فعالیت، مؤسسه نمایندگی کمپانی‌های مختلف سازندهٔ ماشین آلات چاپ، صحافی، لیتوگرافی و مواد مصرفی را داشته و از این رهگذر محصولات کارخانجات معتبری را به دست اندارکاران چاپ کشور معرفی کرده است. عمده‌ترین کارخانجات اروپایی و نزدیک به همهٔ کارخانجات مشهور آلمانی در زمینهٔ چاپ، توسط مؤسسه نوریانی به بازار ایران راه پیدا کردند. نمایندگی نزدیک به ۸۰ کمپانی در دوره‌های مختلف، امکان ارائه طیف گسترده‌ای از محصولات مورد نیاز صنعت چاپ را فراهم ساخت. طیف کاملی از دستگاه‌های چاپ، لیتوگرافی، صحافی و عملیات جانبی، توسط مؤسسه به متقاضیان عرضه شده است.
نوریانی می‌گوید: «مؤسسه در تمام این سال‌ها اصل را بر کسب بهترین شرایط به سود صنعت چاپ کشور قرار می‌داد و تا زمانی که می‌توانست ضمن جلب رضایت کارخانه، تسهیلات خوبی برای خریداران ایرانی فراهم سازد، نمایندگی را در دست داشت.»
خدمات ویژه به آموزش چاپ و اطلاع‌رسانی در این صنعت
مؤسسه نوریانی در کنار ورود ماشین آلات چاپ، پیوسته در اندیشهٔ گسترش دانش فنی چاپ بوده است. احساس مسئولیت مؤسسه نسبت به آموزش چاپ، فراتر از مسئولیت او به عنوان نمایندگی این یا آن ماشین معین بوده است. مؤسسه نوریانی به مقولهٔ آموزش چاپ، به مثابهٔ یک نیاز ملی و آرزوی صنعت‌گران نگریسته و ضمن اعلام آمادگی برای ایفای نقش مؤثر در این زمینه، با تأسیس نخستین آموزشگاه چاپ، به این آرزوی مقدس جامهٔ عمل پوشانده است.
آموزشگاه چاپ، همراه با نمایشگاه ماشین آلات در سال ۱۳۴۰ در زمینی به مساحت ۳۰٫۰۰۰ متر مربع واقع در کیلومتر ۱۰ جادهٔ مخصوص کرج گشایش یافت. به منظور آموزش چاپ، صحافی و حروف‌چینی ماشین آلات مختلف در سالن‌های مجزا نصب شده بود. بخش تعمیرگاه و سرویس و همچنین فضای سبز محوطه، از دیگر قسمت‌های این آموزشگاه بود. متأسفانه به خاطر مشکلات متعدد در راه آموزش چاپ، بهره‌برداری متناسبی از این آموزشگاه به عمل نیامد.
مؤسسه ضمن تأسیس آموزشگاه، هر ساله شماری از مکانیک‌ها و کادر فنی خود را برای کسب مهارت فنی به کارخانه‌های سازندهٔ ماشین اعزام نموده است. مؤسسه نوریانی از همان اوایل گسترش چاپخانه‌ها ضرورت دسترسی به اطلاعات مربوط به خانوادهٔ صنعت چاپ را دریافته و در راه گردآوری و تنظیم این اطلاعات تلاش بسیار ارزنده‌ای را آغاز کرد.
۷۰ سال فعالیت گسترده و نمایندگی بیش از یکصد کارخانه از خدمات مؤسسه نوریانی است.